# فهرست سیارک‌ها (۱۰۰۱–۲۰۰۰)
فهرست سیارک‌ها (۱۰۰۱ - ۲۰۰۱) فهرست سیارک‌ها از ۱۰۰۱ تا ۲۰۰۱ است.
| نام  | نام انگلیسی      | تاریخ کشف       |
| ---- | ---------------- | --------------- |
| ۱۰۰۱ | Gaussia          | ۸ اوت ۱۹۲۳      |
| ۱۰۰۲ | Olbersia         | ۱۵ اوت ۱۹۲۳     |
| ۱۰۰۳ | Lilofee          | ۱۳ سپتامبر ۱۹۲۳ |
| ۱۰۰۴ | Belopolskya      | ۵ سپتامبر ۱۹۲۳  |
| ۱۰۰۵ | Arago            | ۵ سپتامبر ۱۹۲۳  |
| ۱۰۰۶ | Lagrangea        | ۱۲ سپتامبر ۱۹۲۳ |
| ۱۰۰۷ | Pawlowia         | ۵ اکتبر ۱۹۲۳    |
| ۱۰۰۷ | Pawlowia         | PD              |
| ۱۰۰۹ | Sirene           | ۳۱ اکتبر ۱۹۲۳   |
| ۱۰۱۰ | Marlene          | ۱۲ نوامبر ۱۹۲۳  |
| ۱۰۱۱ | Laodamia         | ۵ ژانویه ۱۹۲۴   |
| ۱۰۱۲ | Sarema           | ۱۲ ژانویه ۱۹۲۴  |
| ۱۰۱۳ | Tombecka         | ۱۷ ژانویه ۱۹۲۴  |
| ۱۰۱۴ | Semphyra         | ۲۹ ژانویه ۱۹۲۴  |
| ۱۰۱۵ | Christa          | ۳۱ ژانویه ۱۹۲۴  |
| ۱۰۱۶ | Anitra           | ۳۱ ژانویه ۱۹۲۴  |
| ۱۰۱۷ | Jacqueline       | ۴ فوریه ۱۹۲۴    |
| ۱۰۱۸ | Arnolda          | ۳ مارس ۱۹۲۴     |
| ۱۰۱۹ | Strackea         | ۳ مارس ۱۹۲۴     |
| ۱۰۲۰ | Arcadia          | ۷ مارس ۱۹۲۴     |
| ۱۰۲۱ | Flammario        | ۱۱ مارس ۱۹۲۴    |
| ۱۰۲۲ | Olympiada        | ۲۳ ژوئن ۱۹۲۴    |
| ۱۰۲۳ | Thomana          | ۲۵ ژوئن ۱۹۲۴    |
| ۱۰۲۴ | Hale             | ۲ دسامبر ۱۹۲۳   |
| ۱۰۲۵ | Riema            | ۱۲ اوت ۱۹۲۳     |
| ۱۰۲۶ | Ingrid           | ۱۳ اوت ۱۹۲۳     |
| ۱۰۲۷ | Aesculapia       | ۱۱ نوامبر ۱۹۲۳  |
| ۱۰۲۸ | Lydina           | ۶ نوامبر ۱۹۲۳   |
| ۱۰۲۸ | Lydina           | RK              |
| ۱۰۳۰ | Vitja            | ۲۵ مه ۱۹۲۴      |
| ۱۰۳۱ | Arctica          | ۶ ژوئن ۱۹۲۴     |
| ۱۰۳۲ | Pafuri           | ۳۰ مه ۱۹۲۴      |
| ۱۰۳۳ | Simona           | ۴ سپتامبر ۱۹۲۴  |
| ۱۰۳۴ | Mozartia         | ۷ سپتامبر ۱۹۲۴  |
| ۱۰۳۵ | Amata            | ۲۹ سپتامبر ۱۹۲۴ |
| ۱۰۳۶ | Ganymed          | ۲۳ اکتبر ۱۹۲۴   |
| ۱۰۳۷ | Davidweilla      | ۲۹ اکتبر ۱۹۲۴   |
| ۱۰۳۸ | Tuckia           | ۲۴ نوامبر ۱۹۲۴  |
| ۱۰۳۹ | Sonneberga       | ۲۴ نوامبر ۱۹۲۴  |
| ۱۰۴۰ | Klumpkea         | ۲۰ ژانویه ۱۹۲۵  |
| ۱۰۴۱ | Asta             | ۲۲ مارس ۱۹۲۵    |
| ۱۰۴۲ | Amazone          | ۲۲ آوریل ۱۹۲۵   |
| ۱۰۴۳ | Beate            | ۲۲ آوریل ۱۹۲۵   |
| ۱۰۴۴ | Teutonia         | ۱۰ مه ۱۹۲۴      |
| ۱۰۴۵ | Michela          | ۱۹ نوامبر ۱۹۲۴  |
| ۱۰۴۶ | Edwin            | ۱ دسامبر ۱۹۲۴   |
| ۱۰۴۷ | Geisha           | ۱۷ نوامبر ۱۹۲۴  |
| ۱۰۴۸ | Feodosia         | ۲۹ نوامبر ۱۹۲۴  |
| ۱۰۴۹ | Gotho            | ۱۴ سپتامبر ۱۹۲۵ |
| ۱۰۵۰ | Meta             | ۱۴ سپتامبر ۱۹۲۵ |
| ۱۰۵۱ | Merope           | ۱۶ سپتامبر ۱۹۲۵ |
| ۱۰۵۲ | Belgica          | ۱۵ نوامبر ۱۹۲۵  |
| ۱۰۵۳ | Vigdis           | ۱۶ نوامبر ۱۹۲۵  |
| ۱۰۵۴ | Forsytia         | ۲۰ نوامبر ۱۹۲۵  |
| ۱۰۵۵ | Tynka            | ۱۷ نوامبر ۱۹۲۵  |
| ۱۰۵۶ | Azalea           | ۳۱ ژانویه ۱۹۲۴  |
| ۱۰۵۷ | Wanda            | ۱۶ اوت ۱۹۲۵     |
| ۱۰۵۸ | Grubba           | ۲۲ ژوئن ۱۹۲۵    |
| ۱۰۵۹ | Mussorgskia      | ۱۹ ژوئیه ۱۹۲۵   |
| ۱۰۶۰ | Magnolia         | ۱۳ اوت ۱۹۲۵     |
| ۱۰۶۱ | Paeonia          | ۱۰ اکتبر ۱۹۲۵   |
| ۱۰۶۲ | Ljuba            | ۱۱ اکتبر ۱۹۲۵   |
| ۱۰۶۳ | Aquilegia        | ۶ دسامبر ۱۹۲۵   |
| ۱۰۶۴ | Aethusa          | ۲ اوت ۱۹۲۶      |
| ۱۰۶۵ | Amundsenia       | ۴ اوت ۱۹۲۶      |
| ۱۰۶۶ | Lobelia          | ۱ سپتامبر ۱۹۲۶  |
| ۱۰۶۷ | Lunaria          | ۹ سپتامبر ۱۹۲۶  |
| ۱۰۶۸ | Nofretete        | ۱۳ سپتامبر ۱۹۲۶ |
| ۱۰۶۹ | Planckia         | ۲۸ ژانویه ۱۹۲۷  |
| ۱۰۷۰ | Tunica           | ۱ سپتامبر ۱۹۲۶  |
| ۱۰۷۱ | Brita            | ۳ مارس ۱۹۲۴     |
| ۱۰۷۲ | Malva            | ۴ اکتبر ۱۹۲۶    |
| ۱۰۷۳ | Gellivara        | ۱۴ سپتامبر ۱۹۲۳ |
| ۱۰۷۴ | Beljawskya       | ۲۶ ژانویه ۱۹۲۵  |
| ۱۰۷۵ | Helina           | ۲۹ سپتامبر ۱۹۲۶ |
| ۱۰۷۶ | Viola            | ۵ اکتبر ۱۹۲۶    |
| ۱۰۷۷ | Campanula        | ۶ اکتبر ۱۹۲۶    |
| ۱۰۷۸ | Mentha           | ۷ دسامبر ۱۹۲۶   |
| ۱۰۷۹ | Mimosa           | ۱۴ ژانویه ۱۹۲۷  |
| ۱۰۸۰ | Orchis           | ۳۰ اوت ۱۹۲۷     |
| ۱۰۸۱ | Reseda           | ۳۱ اوت ۱۹۲۷     |
| ۱۰۸۲ | Pirola           | ۲۸ اکتبر ۱۹۲۷   |
| ۱۰۸۳ | Salvia           | ۲۶ ژانویه ۱۹۲۸  |
| ۱۰۸۴ | Tamariwa         | ۱۲ فوریه ۱۹۲۶   |
| ۱۰۸۵ | Amaryllis        | ۳۱ اوت ۱۹۲۷     |
| ۱۰۸۶ | Nata             | ۲۵ اوت ۱۹۲۷     |
| ۱۰۸۷ | Arabis           | ۲ سپتامبر ۱۹۲۷  |
| ۱۰۸۸ | Mitaka           | ۱۷ نوامبر ۱۹۲۷  |
| ۱۰۸۹ | Tama             | ۱۷ نوامبر ۱۹۲۷  |
| ۱۰۹۰ | Sumida           | ۲۰ فوریه ۱۹۲۸   |
| ۱۰۹۱ | Spiraea          | ۲۶ فوریه ۱۹۲۸   |
| ۱۰۹۲ | Lilium           | ۱۲ ژانویه ۱۹۲۴  |
| ۱۰۹۳ | Freda            | ۱۵ ژوئن ۱۹۲۵    |
| ۱۰۹۴ | Siberia          | ۱۲ فوریه ۱۹۲۶   |
| ۱۰۹۵ | Tulipa           | ۱۴ آوریل ۱۹۲۶   |
| ۱۰۹۶ | Reunerta         | ۲۱ ژوئیه ۱۹۲۸   |
| ۱۰۹۷ | Vicia            | ۱۱ اوت ۱۹۲۸     |
| ۱۰۹۸ | Hakone           | ۵ سپتامبر ۱۹۲۸  |
| ۱۰۹۹ | Figneria         | ۱۳ سپتامبر ۱۹۲۸ |
| ۱۱۰۰ | Arnica           | ۲۲ سپتامبر ۱۹۲۸ |
| ۱۱۰۱ | Clematis         | ۲۲ سپتامبر ۱۹۲۸ |
| ۱۱۰۲ | Pepita           | ۵ نوامبر ۱۹۲۸   |
| ۱۱۰۳ | Sequoia          | ۹ نوامبر ۱۹۲۸   |
| ۱۱۰۴ | Syringa          | ۹ دسامبر ۱۹۲۸   |
| ۱۱۰۵ | Fragaria         | ۱ ژانویه ۱۹۲۹   |
| ۱۱۰۶ | Cydonia          | ۵ فوریه ۱۹۲۹    |
| ۱۱۰۷ | Lictoria         | ۳۰ مارس ۱۹۲۹    |
| ۱۱۰۸ | Demeter          | ۳۱ مه ۱۹۲۹      |
| ۱۱۰۹ | Tata             | ۵ فوریه ۱۹۲۹    |
| ۱۱۱۰ | Jaroslawa        | ۱۰ اوت ۱۹۲۸     |
| ۱۱۱۱ | Reinmuthia       | ۱۱ فوریه ۱۹۲۷   |
| ۱۱۱۲ | Polonia          | ۱۵ اوت ۱۹۲۸     |
| ۱۱۱۳ | Katja            | ۱۵ اوت ۱۹۲۸     |
| ۱۱۱۴ | Lorraine         | ۱۷ نوامبر ۱۹۲۸  |
| ۱۱۱۵ | Sabauda          | ۱۳ دسامبر ۱۹۲۸  |
| ۱۱۱۶ | Catriona         | ۵ آوریل ۱۹۲۹    |
| ۱۱۱۷ | Reginita         | ۲۴ مه ۱۹۲۷      |
| ۱۱۱۸ | Hanskya          | ۲۹ اوت ۱۹۲۷     |
| ۱۱۱۹ | Euboea           | ۲۷ اکتبر ۱۹۲۷   |
| ۱۱۲۰ | Cannonia         | ۱۱ سپتامبر ۱۹۲۸ |
| ۱۱۲۱ | Natascha         | ۱۱ سپتامبر ۱۹۲۸ |
| ۱۱۲۲ | Neith            | ۱۷ سپتامبر ۱۹۲۸ |
| ۱۱۲۳ | Shapleya         | ۲۱ سپتامبر ۱۹۲۸ |
| ۱۱۲۴ | Stroobantia      | ۶ اکتبر ۱۹۲۸    |
| ۱۱۲۵ | China            | ۳۰ اکتبر ۱۹۵۷   |
| ۱۱۲۶ | Otero            | ۱۱ ژانویه ۱۹۲۹  |
| ۱۱۲۷ | Mimi             | ۱۳ ژانویه ۱۹۲۹  |
| ۱۱۲۸ | Astrid           | ۱۰ مارس ۱۹۲۹    |
| ۱۱۲۹ | Neujmina         | ۸ اوت ۱۹۲۹      |
| ۱۱۳۰ | Skuld            | ۲ سپتامبر ۱۹۲۹  |
| ۱۱۳۱ | Porzia           | ۱۰ سپتامبر ۱۹۲۹ |
| ۱۱۳۲ | Hollandia        | ۱۳ سپتامبر ۱۹۲۹ |
| ۱۱۳۳ | Lugduna          | ۱۳ سپتامبر ۱۹۲۹ |
| ۱۱۳۴ | Kepler           | ۲۵ سپتامبر ۱۹۲۹ |
| ۱۱۳۵ | Colchis          | ۳ اکتبر ۱۹۲۹    |
| ۱۱۳۶ | Mercedes         | ۳۰ اکتبر ۱۹۲۹   |
| ۱۱۳۷ | Raissa           | ۲۷ اکتبر ۱۹۲۹   |
| ۱۱۳۸ | Attica           | ۲۲ نوامبر ۱۹۲۹  |
| ۱۱۳۹ | Atami            | ۱ دسامبر ۱۹۲۹   |
| ۱۱۴۰ | Crimea           | ۳۰ دسامبر ۱۹۲۹  |
| ۱۱۴۱ | Bohmia           | ۴ ژانویه ۱۹۳۰   |
| ۱۱۴۲ | Aetolia          | ۲۴ ژانویه ۱۹۳۰  |
| ۱۱۴۳ | Odysseus         | ۲۸ ژانویه ۱۹۳۰  |
| ۱۱۴۴ | Oda              | ۲۸ ژانویه ۱۹۳۰  |
| ۱۱۴۵ | Robelmonte       | ۳ فوریه ۱۹۲۹    |
| ۱۱۴۶ | Biarmia          | ۷ مه ۱۹۲۹       |
| ۱۱۴۷ | Stavropolis      | ۱۱ ژوئن ۱۹۲۹    |
| ۱۱۴۸ | Rarahu           | ۵ ژوئیه ۱۹۲۹    |
| ۱۱۴۹ | Volga            | ۱ اوت ۱۹۲۹      |
| ۱۱۵۰ | Achaia           | ۲ سپتامبر ۱۹۲۹  |
| ۱۱۵۱ | Ithaka           | ۸ سپتامبر ۱۹۲۹  |
| ۱۱۵۲ | Pawona           | ۸ ژانویه ۱۹۳۰   |
| ۱۱۵۳ | Wallenbergia     | ۵ سپتامبر ۱۹۲۴  |
| ۱۱۵۴ | Astronomia       | ۸ فوریه ۱۹۲۷    |
| ۱۱۵۵ | Aenna            | ۲۶ ژانویه ۱۹۲۸  |
| ۱۱۵۶ | Kira             | ۲۲ فوریه ۱۹۲۸   |
| ۱۱۵۷ | Arabia           | ۳۱ اوت ۱۹۲۹     |
| ۱۱۵۸ | Luda             | ۳۱ اوت ۱۹۲۹     |
| ۱۱۵۹ | Granada          | ۲ سپتامبر ۱۹۲۹  |
| ۱۱۶۰ | Illyria          | ۹ سپتامبر ۱۹۲۹  |
| ۱۱۶۱ | Thessalia        | ۲۹ سپتامبر ۱۹۲۹ |
| ۱۱۶۲ | Larissa          | ۵ ژانویه ۱۹۳۰   |
| ۱۱۶۳ | Saga             | ۲۰ ژانویه ۱۹۳۰  |
| ۱۱۶۴ | Kobolda          | ۱۹ مارس ۱۹۳۰    |
| ۱۱۶۵ | Imprinetta       | ۲۴ آوریل ۱۹۳۰   |
| ۱۱۶۶ | Sakuntala        | ۲۷ ژوئن ۱۹۳۰    |
| ۱۱۶۷ | Dubiago          | ۳ اوت ۱۹۳۰      |
| ۱۱۶۸ | Brandia          | ۲۵ اوت ۱۹۳۰     |
| ۱۱۶۹ | Alwine           | ۳۰ اوت ۱۹۳۰     |
| ۱۱۷۰ | Siva             | ۲۹ سپتامبر ۱۹۳۰ |
| ۱۱۷۱ | Rusthawelia      | ۳ اکتبر ۱۹۳۰    |
| ۱۱۷۲ | Aneas            | ۱۷ اکتبر ۱۹۳۰   |
| ۱۱۷۳ | Anchises         | ۱۷ اکتبر ۱۹۳۰   |
| ۱۱۷۴ | Marmara          | ۱۷ اکتبر ۱۹۳۰   |
| ۱۱۷۵ | Margo            | ۱۷ اکتبر ۱۹۳۰   |
| ۱۱۷۶ | Lucidor          | ۱۵ نوامبر ۱۹۳۰  |
| ۱۱۷۷ | Gonnessia        | ۲۴ نوامبر ۱۹۳۰  |
| ۱۱۷۸ | Irmela           | ۱۳ مارس ۱۹۳۱    |
| ۱۱۷۹ | Mally            | ۱۹ مارس ۱۹۳۱    |
| ۱۱۸۰ | Rita             | ۹ آوریل ۱۹۳۱    |
| ۱۱۸۱ | Lilith           | ۱۱ فوریه ۱۹۲۷   |
| ۱۱۸۲ | Ilona            | ۳ مارس ۱۹۲۷     |
| ۱۱۸۳ | Jutta            | ۲۲ فوریه ۱۹۳۰   |
| ۱۱۸۴ | Gaea             | ۵ سپتامبر ۱۹۲۶  |
| ۱۱۸۵ | Nikko            | ۱۷ نوامبر ۱۹۲۷  |
| ۱۱۸۶ | Turnera          | ۱ اوت ۱۹۲۹      |
| ۱۱۸۷ | Afra             | ۶ دسامبر ۱۹۲۹   |
| ۱۱۸۸ | Gothlandia       | ۳۰ سپتامبر ۱۹۳۰ |
| ۱۱۸۹ | Terentia         | ۱۷ سپتامبر ۱۹۳۰ |
| ۱۱۹۰ | Pelagia          | ۲۰ سپتامبر ۱۹۳۰ |
| ۱۱۹۱ | Alfaterna        | ۱۱ فوریه ۱۹۳۱   |
| ۱۱۹۲ | Prisma           | ۱۷ مارس ۱۹۳۱    |
| ۱۱۹۳ | Africa           | ۲۴ آوریل ۱۹۳۱   |
| ۱۱۹۴ | Aletta           | ۱۳ مه ۱۹۳۱      |
| ۱۱۹۵ | Orangia          | ۲۴ مه ۱۹۳۱      |
| ۱۱۹۶ | Sheba            | ۲۱ مه ۱۹۳۱      |
| ۱۱۹۷ | Rhodesia         | ۹ ژوئن ۱۹۳۱     |
| ۱۱۹۸ | Atlantis         | ۷ سپتامبر ۱۹۳۱  |
| ۱۱۹۹ | Geldonia         | ۱۴ سپتامبر ۱۹۳۱ |
| ۱۲۰۰ | Imperatrix       | ۱۴ سپتامبر ۱۹۳۱ |
| ۱۲۰۱ | Strenua          | ۱۴ سپتامبر ۱۹۳۱ |
| ۱۲۰۲ | Marina           | ۱۳ سپتامبر ۱۹۳۱ |
| ۱۲۰۳ | Nanna            | ۵ اکتبر ۱۹۳۱    |
| ۱۲۰۴ | Renzia           | ۶ اکتبر ۱۹۳۱    |
| ۱۲۰۵ | Ebella           | ۶ اکتبر ۱۹۳۱    |
| ۱۲۰۶ | Numerowia        | ۱۸ اکتبر ۱۹۳۱   |
| ۱۲۰۷ | Ostenia          | ۱۵ نوامبر ۱۹۳۱  |
| ۱۲۰۸ | Troilus          | ۳۱ دسامبر ۱۹۳۱  |
| ۱۲۰۹ | Pumma            | ۲۲ آوریل ۱۹۲۷   |
| ۱۲۱۰ | Morosovia        | ۶ ژوئن ۱۹۳۱     |
| ۱۲۱۱ | Bressole         | ۲ دسامبر ۱۹۳۱   |
| ۱۲۱۲ | Francette        | ۳ دسامبر ۱۹۳۱   |
| ۱۲۱۳ | Algeria          | ۵ دسامبر ۱۹۳۱   |
| ۱۲۱۴ | Richilde         | ۱ ژانویه ۱۹۳۲   |
| ۱۲۱۵ | Boyer            | ۱۹ ژانویه ۱۹۳۲  |
| ۱۲۱۶ | Askania          | ۲۹ ژانویه ۱۹۳۲  |
| ۱۲۱۷ | Maximiliana      | ۱۳ مارس ۱۹۳۲    |
| ۱۲۱۸ | Aster            | ۲۹ ژانویه ۱۹۳۲  |
| ۱۲۱۹ | Britta           | ۶ فوریه ۱۹۳۲    |
| ۱۲۲۰ | Crocus           | ۱۱ فوریه ۱۹۳۲   |
| ۱۲۲۱ | Amor             | ۱۲ مارس ۱۹۳۲    |
| ۱۲۲۲ | Tina             | ۱۱ ژوئن ۱۹۳۲    |
| ۱۲۲۳ | Neckar           | ۶ اکتبر ۱۹۳۱    |
| ۱۲۲۴ | Fantasia         | ۲۹ اوت ۱۹۲۷     |
| ۱۲۲۵ | Ariane           | ۲۳ آوریل ۱۹۳۰   |
| ۱۲۲۶ | Golia            | ۲۲ آوریل ۱۹۳۰   |
| ۱۲۲۷ | Geranium         | ۵ اکتبر ۱۹۳۱    |
| ۱۲۲۸ | Scabiosa         | ۵ اکتبر ۱۹۳۱    |
| ۱۲۲۹ | Tilia            | ۹ اکتبر ۱۹۳۱    |
| ۱۲۳۰ | Riceia           | ۹ اکتبر ۱۹۳۱    |
| ۱۲۳۱ | Auricula         | ۱۰ اکتبر ۱۹۳۱   |
| ۱۲۳۲ | Cortusa          | ۱۰ اکتبر ۱۹۳۱   |
| ۱۲۳۳ | Kobresia         | ۱۰ اکتبر ۱۹۳۱   |
| ۱۲۳۴ | Elyna            | ۱۸ اکتبر ۱۹۳۱   |
| ۱۲۳۵ | Schorria         | ۱۸ اکتبر ۱۹۳۱   |
| ۱۲۳۶ | Thais            | ۶ نوامبر ۱۹۳۱   |
| ۱۲۳۷ | Genevieve        | ۲ دسامبر ۱۹۳۱   |
| ۱۲۳۸ | Predappia        | ۴ فوریه ۱۹۳۲    |
| ۱۲۳۹ | Queteleta        | ۴ فوریه ۱۹۳۲    |
| ۱۲۴۰ | Centenaria       | ۵ فوریه ۱۹۳۲    |
| ۱۲۴۱ | Dysona           | ۴ مارس ۱۹۳۲     |
| ۱۲۴۲ | Zambesia         | ۲۸ آوریل ۱۹۳۲   |
| ۱۲۴۳ | Pamela           | ۷ مه ۱۹۳۲       |
| ۱۲۴۴ | Deira            | ۲۵ مه ۱۹۳۲      |
| ۱۲۴۵ | Calvinia         | ۲۶ مه ۱۹۳۲      |
| ۱۲۴۶ | Chaka            | ۲۳ ژوئیه ۱۹۳۲   |
| ۱۲۴۷ | Memoria          | ۳۰ اوت ۱۹۳۲     |
| ۱۲۴۸ | Jugurtha         | ۱ سپتامبر ۱۹۳۲  |
| ۱۲۴۹ | Rutherfordia     | ۴ نوامبر ۱۹۳۲   |
| ۱۲۵۰ | Galanthus        | ۲۵ ژانویه ۱۹۳۳  |
| ۱۲۵۱ | Hedera           | ۲۵ ژانویه ۱۹۳۳  |
| ۱۲۵۲ | Celestia         | ۱۹ فوریه ۱۹۳۳   |
| ۱۲۵۳ | Frisia           | ۹ اکتبر ۱۹۳۱    |
| ۱۲۵۴ | Erfordia         | ۱۰ مه ۱۹۳۲      |
| ۱۲۵۵ | Schilowa         | ۸ ژوئیه ۱۹۳۲    |
| ۱۲۵۶ | Normannia        | ۸ اوت ۱۹۳۲      |
| ۱۲۵۷ | Mora             | ۸ اوت ۱۹۳۲      |
| ۱۲۵۸ | Sicilia          | ۸ اوت ۱۹۳۲      |
| ۱۲۵۹ | Ogyalla          | ۲۹ ژانویه ۱۹۳۳  |
| ۱۲۶۰ | Walhalla         | ۲۹ ژانویه ۱۹۳۳  |
| ۱۲۶۱ | Legia            | ۲۳ مارس ۱۹۳۳    |
| ۱۲۶۲ | Sniadeckia       | ۲۳ مارس ۱۹۳۳    |
| ۱۲۶۳ | Varsavia         | ۲۳ مارس ۱۹۳۳    |
| ۱۲۶۴ | Letaba           | ۲۱ آوریل ۱۹۳۳   |
| ۱۲۶۵ | Schweikarda      | ۱۸ اکتبر ۱۹۱۱   |
| ۱۲۶۶ | Tone             | ۲۳ ژانویه ۱۹۲۷  |
| ۱۲۶۷ | Geertruida       | ۲۳ آوریل ۱۹۳۰   |
| ۱۲۶۸ | Libya            | ۲۹ آوریل ۱۹۳۰   |
| ۱۲۶۹ | Rollandia        | ۲۰ سپتامبر ۱۹۳۰ |
| ۱۲۷۰ | Datura           | ۱۷ دسامبر ۱۹۳۰  |
| ۱۲۷۱ | Isergina         | ۱۰ اکتبر ۱۹۳۱   |
| ۱۲۷۲ | Gefion           | ۱۰ اکتبر ۱۹۳۱   |
| ۱۲۷۳ | Helma            | ۸ اوت ۱۹۳۲      |
| ۱۲۷۴ | Delportia        | ۲۸ نوامبر ۱۹۳۲  |
| ۱۲۷۵ | Cimbria          | ۳۰ نوامبر ۱۹۳۲  |
| ۱۲۷۶ | Ucclia           | ۲۴ ژانویه ۱۹۳۳  |
| ۱۲۷۷ | Dolores          | ۱۸ آوریل ۱۹۳۳   |
| ۱۲۷۸ | Kenya            | ۱۵ ژوئن ۱۹۳۳    |
| ۱۲۷۹ | Uganda           | ۱۵ ژوئن ۱۹۳۳    |
| ۱۲۸۰ | Baillauda        | ۱۸ اوت ۱۹۳۳     |
| ۱۲۸۱ | Jeanne           | ۲۵ اوت ۱۹۳۳     |
| ۱۲۸۲ | Utopia           | ۱۷ اوت ۱۹۳۳     |
| ۱۲۸۳ | Komsomolia       | ۲۵ سپتامبر ۱۹۲۵ |
| ۱۲۸۴ | Latvia           | ۲۷ ژوئیه ۱۹۳۳   |
| ۱۲۸۵ | Julietta         | ۲۱ اوت ۱۹۳۳     |
| ۱۲۸۶ | Banachiewicza    | ۲۵ اوت ۱۹۳۳     |
| ۱۲۸۷ | Lorcia           | ۲۵ اوت ۱۹۳۳     |
| ۱۲۸۸ | Santa            | ۲۶ اوت ۱۹۳۳     |
| ۱۲۸۹ | Kutaissi         | ۱۹ اوت ۱۹۳۳     |
| ۱۲۹۰ | Albertine        | ۲۱ اوت ۱۹۳۳     |
| ۱۲۹۱ | Phryne           | ۱۵ سپتامبر ۱۹۳۳ |
| ۱۲۹۲ | Luce             | ۱۷ سپتامبر ۱۹۳۳ |
| ۱۲۹۳ | Sonja            | ۲۶ سپتامبر ۱۹۳۳ |
| ۱۲۹۴ | Antwerpia        | ۲۴ اکتبر ۱۹۳۳   |
| ۱۲۹۵ | Deflotte         | ۲۵ نوامبر ۱۹۳۳  |
| ۱۲۹۶ | Andree           | ۲۵ نوامبر ۱۹۳۳  |
| ۱۲۹۷ | Quadea           | ۷ ژانویه ۱۹۳۴   |
| ۱۲۹۸ | Nocturna         | ۷ ژانویه ۱۹۳۴   |
| ۱۲۹۹ | Mertona          | ۱۸ ژانویه ۱۹۳۴  |
| ۱۳۰۰ | Marcelle         | ۱۰ فوریه ۱۹۳۴   |
| ۱۳۰۱ | Yvonne           | ۷ مارس ۱۹۳۴     |
| ۱۳۰۲ | Werra            | ۲۸ سپتامبر ۱۹۲۴ |
| ۱۳۰۳ | Luthera          | ۱۶ مارس ۱۹۲۸    |
| ۱۳۰۴ | Arosa            | ۲۱ مه ۱۹۲۸      |
| ۱۳۰۵ | Pongola          | ۱۹ ژوئیه ۱۹۲۸   |
| ۱۳۰۶ | Scythia          | ۲۲ ژوئیه ۱۹۳۰   |
| ۱۳۰۷ | Cimmeria         | ۱۷ اکتبر ۱۹۳۰   |
| ۱۳۰۸ | Halleria         | ۱۲ مارس ۱۹۳۱    |
| ۱۳۰۹ | Hyperborea       | ۱۱ اکتبر ۱۹۳۱   |
| ۱۳۱۰ | Villigera        | ۲۸ فوریه ۱۹۳۲   |
| ۱۳۱۱ | Knopfia          | ۲۴ مارس ۱۹۳۳    |
| ۱۳۱۲ | Vassar           | ۲۷ ژوئیه ۱۹۳۳   |
| ۱۳۱۳ | Berna            | ۲۴ اوت ۱۹۳۳     |
| ۱۳۱۴ | Paula            | ۱۶ سپتامبر ۱۹۳۳ |
| ۱۳۱۵ | Bronislawa       | ۱۶ سپتامبر ۱۹۳۳ |
| ۱۳۱۶ | Kasan            | ۱۷ نوامبر ۱۹۳۳  |
| ۱۳۱۷ | Silvretta        | ۱ سپتامبر ۱۹۳۵  |
| ۱۳۱۸ | Nerina           | ۲۴ مارس ۱۹۳۴    |
| ۱۳۱۹ | Disa             | ۱۹ مارس ۱۹۳۴    |
| ۱۳۲۰ | Impala           | ۱۳ مه ۱۹۳۴      |
| ۱۳۲۱ | Majuba           | ۷ مه ۱۹۳۴       |
| ۱۳۲۲ | Coppernicus      | ۱۵ ژوئن ۱۹۳۴    |
| ۱۳۲۳ | Tugela           | ۱۹ مه ۱۹۳۴      |
| ۱۳۲۴ | Knysna           | ۱۵ ژوئن ۱۹۳۴    |
| ۱۳۲۵ | Inanda           | ۱۴ ژوئیه ۱۹۳۴   |
| ۱۳۲۶ | Losaka           | ۱۴ ژوئیه ۱۹۳۴   |
| ۱۳۲۷ | Namaqua          | ۷ سپتامبر ۱۹۳۴  |
| ۱۳۲۸ | Devota           | ۲۱ اکتبر ۱۹۲۵   |
| ۱۳۲۹ | Eliane           | ۲۳ مارس ۱۹۳۳    |
| ۱۳۳۰ | Spiridonia       | ۱۷ فوریه ۱۹۲۵   |
| ۱۳۳۱ | Solvejg          | ۲۵ اوت ۱۹۳۳     |
| ۱۳۳۲ | Marconia         | ۹ ژانویه ۱۹۳۴   |
| ۱۳۳۳ | Cevenola         | ۲۰ فوریه ۱۹۳۴   |
| ۱۳۳۴ | Lundmarka        | ۱۶ ژوئیه ۱۹۳۴   |
| ۱۳۳۵ | Demoulina        | ۷ سپتامبر ۱۹۳۴  |
| ۱۳۳۶ | Zeelandia        | ۹ سپتامبر ۱۹۳۴  |
| ۱۳۳۷ | Gerarda          | ۹ سپتامبر ۱۹۳۴  |
| ۱۳۳۸ | Duponta          | ۴ دسامبر ۱۹۳۴   |
| ۱۳۳۹ | Desagneauxa      | ۴ دسامبر ۱۹۳۴   |
| ۱۳۴۰ | Yvette           | ۲۷ دسامبر ۱۹۳۴  |
| ۱۳۴۱ | Edmee            | ۲۷ ژانویه ۱۹۳۵  |
| ۱۳۴۲ | Brabantia        | ۱۳ فوریه ۱۹۳۵   |
| ۱۳۴۳ | Nicole           | ۲۹ مارس ۱۹۳۵    |
| ۱۳۴۴ | Caubeta          | ۱ آوریل ۱۹۳۵    |
| ۱۳۴۵ | Potomac          | ۴ فوریه ۱۹۰۸    |
| ۱۳۴۶ | Gotha            | ۵ فوریه ۱۹۲۹    |
| ۱۳۴۷ | Patria           | ۶ نوامبر ۱۹۳۱   |
| ۱۳۴۸ | Michel           | ۲۳ مارس ۱۹۳۳    |
| ۱۳۴۹ | Bechuana         | ۱۳ ژوئن ۱۹۳۴    |
| ۱۳۵۰ | Rosselia         | ۳ اکتبر ۱۹۳۴    |
| ۱۳۵۱ | Uzbekistania     | ۵ اکتبر ۱۹۳۴    |
| ۱۳۵۲ | Wawel            | ۳ فوریه ۱۹۳۵    |
| ۱۳۵۳ | Maartje          | ۱۳ فوریه ۱۹۳۵   |
| ۱۳۵۴ | Botha            | ۳ آوریل ۱۹۳۵    |
| ۱۳۵۵ | Magoeba          | ۳۰ آوریل ۱۹۳۵   |
| ۱۳۵۶ | Nyanza           | ۳ مه ۱۹۳۵       |
| ۱۳۵۷ | Khama            | ۲ ژوئیه ۱۹۳۵    |
| ۱۳۵۸ | Gaika            | ۲۱ ژوئیه ۱۹۳۵   |
| ۱۳۵۹ | Prieska          | ۲۲ ژوئیه ۱۹۳۵   |
| ۱۳۶۰ | Tarka            | ۲۲ ژوئیه ۱۹۳۵   |
| ۱۳۶۱ | Leuschneria      | ۳۰ اوت ۱۹۳۵     |
| ۱۳۶۲ | Griqua           | ۳۱ ژوئیه ۱۹۳۵   |
| ۱۳۶۳ | Herberta         | ۳۰ اوت ۱۹۳۵     |
| ۱۳۶۴ | Safara           | ۱۸ نوامبر ۱۹۳۵  |
| ۱۳۶۵ | Henyey           | ۹ سپتامبر ۱۹۲۸  |
| ۱۳۶۶ | Piccolo          | ۲۹ نوامبر ۱۹۳۲  |
| ۱۳۶۷ | Nongoma          | ۳ ژوئیه ۱۹۳۴    |
| ۱۳۶۸ | Numidia          | ۳۰ آوریل ۱۹۳۵   |
| ۱۳۶۹ | Ostanina         | ۲۷ اوت ۱۹۳۵     |
| ۱۳۷۰ | Hella            | ۳۱ اوت ۱۹۳۵     |
| ۱۳۷۱ | Resi             | ۳۱ اوت ۱۹۳۵     |
| ۱۳۷۲ | Haremari         | ۳۱ اوت ۱۹۳۵     |
| ۱۳۷۳ | Cincinnati       | ۳۰ اوت ۱۹۳۵     |
| ۱۳۷۴ | Isora            | ۲۱ اکتبر ۱۹۳۵   |
| ۱۳۷۵ | Alfreda          | ۲۲ اکتبر ۱۹۳۵   |
| ۱۳۷۶ | Michelle         | ۲۹ اکتبر ۱۹۳۵   |
| ۱۳۷۷ | Roberbauxa       | ۱۴ فوریه ۱۹۳۶   |
| ۱۳۷۸ | Leonce           | ۲۱ فوریه ۱۹۳۶   |
| ۱۳۷۹ | Lomonosowa       | ۱۹ مارس ۱۹۳۶    |
| ۱۳۸۰ | Volodia          | ۱۶ مارس ۱۹۳۶    |
| ۱۳۸۱ | Danubia          | ۲۰ اوت ۱۹۳۰     |
| ۱۳۸۲ | Gerti            | ۲۱ ژانویه ۱۹۲۵  |
| ۱۳۸۳ | Limburgia        | ۹ سپتامبر ۱۹۳۴  |
| ۱۳۸۴ | Kniertje         | ۹ سپتامبر ۱۹۳۴  |
| ۱۳۸۵ | Gelria           | ۲۴ مه ۱۹۳۵      |
| ۱۳۸۶ | Storeria         | ۲۸ ژوئیه ۱۹۳۵   |
| ۱۳۸۷ | Kama             | ۲۷ اوت ۱۹۳۵     |
| ۱۳۸۸ | Aphrodite        | ۲۴ سپتامبر ۱۹۳۵ |
| ۱۳۸۹ | Onnie            | ۲۸ سپتامبر ۱۹۳۵ |
| ۱۳۹۰ | Abastumani       | ۳ اکتبر ۱۹۳۵    |
| ۱۳۹۱ | Carelia          | ۱۶ فوریه ۱۹۳۶   |
| ۱۳۹۲ | Pierre           | ۱۶ مارس ۱۹۳۶    |
| ۱۳۹۳ | Sofala           | ۲۵ مه ۱۹۳۶      |
| ۱۳۹۴ | Algoa            | ۱۲ ژوئن ۱۹۳۶    |
| ۱۳۹۵ | Aribeda          | ۱۶ ژوئیه ۱۹۳۶   |
| ۱۳۹۶ | Outeniqua        | ۹ اوت ۱۹۳۶      |
| ۱۳۹۷ | Umtata           | ۹ اوت ۱۹۳۶      |
| ۱۳۹۸ | Donnera          | ۲۶ اوت ۱۹۳۶     |
| ۱۳۹۹ | Teneriffa        | ۲۳ اوت ۱۹۳۶     |
| ۱۴۰۰ | Tirela           | ۱۷ نوامبر ۱۹۳۶  |
| ۱۴۰۱ | Lavonne          | ۲۲ اکتبر ۱۹۳۵   |
| ۱۴۰۲ | Eri              | ۱۶ ژوئیه ۱۹۳۶   |
| ۱۴۰۳ | Idelsonia        | ۱۳ اوت ۱۹۳۶     |
| ۱۴۰۴ | Ajax             | ۱۷ اوت ۱۹۳۶     |
| ۱۴۰۵ | Sibelius         | ۱۲ سپتامبر ۱۹۳۶ |
| ۱۴۰۶ | Komppa           | ۱۳ سپتامبر ۱۹۳۶ |
| ۱۴۰۷ | Lindelof         | ۲۱ نوامبر ۱۹۳۶  |
| ۱۴۰۸ | Trusanda         | ۲۳ نوامبر ۱۹۳۶  |
| ۱۴۰۹ | Isko             | ۸ ژانویه ۱۹۳۷   |
| ۱۴۱۰ | Margret          | ۸ ژانویه ۱۹۳۷   |
| ۱۴۱۱ | Brauna           | ۸ ژانویه ۱۹۳۷   |
| ۱۴۱۲ | Lagrula          | ۱۹ ژانویه ۱۹۳۷  |
| ۱۴۱۳ | Roucarie         | ۱۲ فوریه ۱۹۳۷   |
| ۱۴۱۴ | Jerome           | ۱۲ فوریه ۱۹۳۷   |
| ۱۴۱۵ | Malautra         | ۴ مارس ۱۹۳۷     |
| ۱۴۱۶ | Renauxa          | ۴ مارس ۱۹۳۷     |
| ۱۴۱۷ | Walinskia        | ۱ آوریل ۱۹۳۷    |
| ۱۴۱۸ | Fayeta           | ۲۲ سپتامبر ۱۹۰۳ |
| ۱۴۱۹ | Danzig           | ۵ سپتامبر ۱۹۲۹  |
| ۱۴۲۰ | Radcliffe        | ۱۴ سپتامبر ۱۹۳۱ |
| ۱۴۲۱ | Esperanto        | ۱۸ مارس ۱۹۳۶    |
| ۱۴۲۲ | Stromgrenia      | ۲۳ اوت ۱۹۳۶     |
| ۱۴۲۳ | Jose             | ۲۸ اوت ۱۹۳۶     |
| ۱۴۲۴ | Sundmania        | ۹ ژانویه ۱۹۳۷   |
| ۱۴۲۵ | Tuorla           | ۳ آوریل ۱۹۳۷    |
| ۱۴۲۶ | Riviera          | ۱ آوریل ۱۹۳۷    |
| ۱۴۲۷ | Ruvuma           | ۱۶ مه ۱۹۳۷      |
| ۱۴۲۸ | Mombasa          | ۵ ژوئیه ۱۹۳۷    |
| ۱۴۲۹ | Pemba            | ۲ ژوئیه ۱۹۳۷    |
| ۱۴۳۰ | Somalia          | ۵ ژوئیه ۱۹۳۷    |
| ۱۴۳۱ | Luanda           | ۲۹ ژوئیه ۱۹۳۷   |
| ۱۴۳۲ | Ethiopia         | ۱ اوت ۱۹۳۷      |
| ۱۴۳۳ | Geramtina        | ۳۰ اکتبر ۱۹۳۷   |
| ۱۴۳۴ | Margot           | ۱۹ مارس ۱۹۳۶    |
| ۱۴۳۵ | Garlena          | ۲۳ نوامبر ۱۹۳۶  |
| ۱۴۳۶ | Salonta          | ۱۱ دسامبر ۱۹۳۶  |
| ۱۴۳۷ | Diomedes         | ۳ اوت ۱۹۳۷      |
| ۱۴۳۸ | Wendeline        | ۱۱ اکتبر ۱۹۳۷   |
| ۱۴۳۹ | Vogtia           | ۱۱ اکتبر ۱۹۳۷   |
| ۱۴۴۰ | Rostia           | ۱۱ اکتبر ۱۹۳۷   |
| ۱۴۴۱ | Bolyai           | ۲۶ نوامبر ۱۹۳۷  |
| ۱۴۴۲ | Corvina          | ۲۹ دسامبر ۱۹۳۷  |
| ۱۴۴۳ | Ruppina          | ۲۹ دسامبر ۱۹۳۷  |
| ۱۴۴۴ | Pannonia         | ۶ ژانویه ۱۹۳۸   |
| ۱۴۴۵ | Konkolya         | ۶ ژانویه ۱۹۳۸   |
| ۱۴۴۶ | Sillanpaa        | ۲۶ ژانویه ۱۹۳۸  |
| ۱۴۴۷ | Utra             | ۲۶ ژانویه ۱۹۳۸  |
| ۱۴۴۸ | Lindbladia       | ۱۶ فوریه ۱۹۳۸   |
| ۱۴۴۹ | Virtanen         | ۲۰ فوریه ۱۹۳۸   |
| ۱۴۵۰ | Raimonda         | ۲۰ فوریه ۱۹۳۸   |
| ۱۴۵۱ | Grano            | ۲۲ فوریه ۱۹۳۸   |
| ۱۴۵۲ | Hunnia           | ۲۶ فوریه ۱۹۳۸   |
| ۱۴۵۳ | Fennia           | ۸ مارس ۱۹۳۸     |
| ۱۴۵۴ | Kalevala         | ۱۶ فوریه ۱۹۳۶   |
| ۱۴۵۵ | Mitchella        | ۵ ژوئن ۱۹۳۷     |
| ۱۴۵۶ | Saldanha         | ۲ ژوئیه ۱۹۳۷    |
| ۱۴۵۷ | Ankara           | ۳ اوت ۱۹۳۷      |
| ۱۴۵۸ | Mineura          | ۱ سپتامبر ۱۹۳۷  |
| ۱۴۵۹ | Magnya           | ۴ نوامبر ۱۹۳۷   |
| ۱۴۶۰ | Haltia           | ۲۴ نوامبر ۱۹۳۷  |
| ۱۴۶۱ | Jean-Jacques     | ۳۰ دسامبر ۱۹۳۷  |
| ۱۴۶۲ | Zamenhof         | ۶ فوریه ۱۹۳۸    |
| ۱۴۶۳ | Nordenmarkia     | ۶ فوریه ۱۹۳۸    |
| ۱۴۶۴ | Armisticia       | ۱۱ نوامبر ۱۹۳۹  |
| ۱۴۶۵ | Autonoma         | ۲۰ مارس ۱۹۳۸    |
| ۱۴۶۶ | Mundleria        | ۳۱ مه ۱۹۳۸      |
| ۱۴۶۷ | Mashona          | ۳۰ ژوئیه ۱۹۳۸   |
| ۱۴۶۸ | Zomba            | ۲۳ ژوئیه ۱۹۳۸   |
| ۱۴۶۹ | Linzia           | ۱۹ اوت ۱۹۳۸     |
| ۱۴۷۰ | Carla            | ۱۷ سپتامبر ۱۹۳۸ |
| ۱۴۷۱ | Tornio           | ۱۶ سپتامبر ۱۹۳۸ |
| ۱۴۷۲ | Muonio           | ۱۸ اکتبر ۱۹۳۸   |
| ۱۴۷۳ | Ounas            | ۲۲ اکتبر ۱۹۳۸   |
| ۱۴۷۴ | Beira            | ۲۰ اوت ۱۹۳۵     |
| ۱۴۷۵ | Yalta            | ۲۱ سپتامبر ۱۹۳۵ |
| ۱۴۷۶ | Cox              | ۱۰ سپتامبر ۱۹۳۶ |
| ۱۴۷۷ | Bonsdorffia      | ۶ فوریه ۱۹۳۸    |
| ۱۴۷۸ | Vihuri           | ۶ فوریه ۱۹۳۸    |
| ۱۴۷۹ | Inkeri           | ۱۶ فوریه ۱۹۳۸   |
| ۱۴۸۰ | Aunus            | ۱۸ فوریه ۱۹۳۸   |
| ۱۴۸۱ | Tubingia         | ۷ فوریه ۱۹۳۸    |
| ۱۴۸۲ | Sebastiana       | ۲۰ فوریه ۱۹۳۸   |
| ۱۴۸۳ | Hakoila          | ۲۴ فوریه ۱۹۳۸   |
| ۱۴۸۴ | Postrema         | ۲۹ آوریل ۱۹۳۸   |
| ۱۴۸۵ | Isa              | ۲۸ ژوئیه ۱۹۳۸   |
| ۱۴۸۶ | Marilyn          | ۲۳ اوت ۱۹۳۸     |
| ۱۴۸۷ | Boda             | ۱۷ نوامبر ۱۹۳۸  |
| ۱۴۸۸ | Aura             | ۱۵ دسامبر ۱۹۳۸  |
| ۱۴۸۹ | Attila           | ۱۲ آوریل ۱۹۳۹   |
| ۱۴۹۰ | Limpopo          | ۱۴ ژوئن ۱۹۳۶    |
| ۱۴۹۱ | Balduinus        | ۲۳ فوریه ۱۹۳۸   |
| ۱۴۹۲ | Oppolzer         | ۲۳ مارس ۱۹۳۸    |
| ۱۴۹۳ | Sigrid           | ۲۶ اوت ۱۹۳۸     |
| ۱۴۹۴ | Savo             | ۱۶ سپتامبر ۱۹۳۸ |
| ۱۴۹۵ | Helsinki         | ۲۱ سپتامبر ۱۹۳۸ |
| ۱۴۹۶ | Turku            | ۲۲ سپتامبر ۱۹۳۸ |
| ۱۴۹۷ | Tampere          | ۲۲ سپتامبر ۱۹۳۸ |
| ۱۴۹۸ | Lahti            | ۱۶ سپتامبر ۱۹۳۸ |
| ۱۴۹۹ | Pori             | ۱۶ اکتبر ۱۹۳۸   |
| ۱۵۰۰ | Jyvaskyla        | ۱۶ اکتبر ۱۹۳۸   |
| ۱۵۰۱ | Baade            | ۲۰ اکتبر ۱۹۳۸   |
| ۱۵۰۲ | Arenda           | ۱۷ نوامبر ۱۹۳۸  |
| ۱۵۰۳ | Kuopio           | ۱۵ دسامبر ۱۹۳۸  |
| ۱۵۰۴ | Lappeenranta     | ۲۳ مارس ۱۹۳۹    |
| ۱۵۰۵ | Koranna          | ۲۱ آوریل ۱۹۳۹   |
| ۱۵۰۶ | Xosa             | ۱۵ مه ۱۹۳۹      |
| ۱۵۰۷ | Vaasa            | ۱۲ سپتامبر ۱۹۳۹ |
| ۱۵۰۸ | Kemi             | ۲۱ اکتبر ۱۹۳۸   |
| ۱۵۰۹ | Esclangona       | ۲۱ دسامبر ۱۹۳۸  |
| ۱۵۱۰ | Charlois         | ۲۲ فوریه ۱۹۳۹   |
| ۱۵۱۱ | Dalera           | ۲۲ مارس ۱۹۳۹    |
| ۱۵۱۲ | Oulu             | ۱۸ مارس ۱۹۳۹    |
| ۱۵۱۳ | Matra            | ۱۰ مارس ۱۹۴۰    |
| ۱۵۱۴ | Ricouxa          | ۲۲ اوت ۱۹۰۶     |
| ۱۵۱۵ | Perrotin         | ۱۵ نوامبر ۱۹۳۶  |
| ۱۵۱۶ | Henry            | ۲۸ ژانویه ۱۹۳۸  |
| ۱۵۱۷ | Beograd          | ۲۰ مارس ۱۹۳۸    |
| ۱۵۱۸ | Rovaniemi        | ۱۵ اکتبر ۱۹۳۸   |
| ۱۵۱۹ | Kajaani          | ۱۵ اکتبر ۱۹۳۸   |
| ۱۵۲۰ | Imatra           | ۲۲ اکتبر ۱۹۳۸   |
| ۱۵۲۱ | Seinajoki        | ۲۲ اکتبر ۱۹۳۸   |
| ۱۵۲۲ | Kokkola          | ۱۸ نوامبر ۱۹۳۸  |
| ۱۵۲۳ | Pieksamaki       | ۱۸ ژانویه ۱۹۳۹  |
| ۱۵۲۴ | Joensuu          | ۱۸ سپتامبر ۱۹۳۹ |
| ۱۵۲۵ | Savonlinna       | ۱۸ سپتامبر ۱۹۳۹ |
| ۱۵۲۶ | Mikkeli          | ۷ اکتبر ۱۹۳۹    |
| ۱۵۲۷ | Malmquista       | ۱۸ اکتبر ۱۹۳۹   |
| ۱۵۲۸ | Conrada          | ۱۰ فوریه ۱۹۴۰   |
| ۱۵۲۹ | Oterma           | ۲۶ ژانویه ۱۹۳۸  |
| ۱۵۳۰ | Rantaseppa       | ۱۶ سپتامبر ۱۹۳۸ |
| ۱۵۳۱ | Hartmut          | ۱۷ سپتامبر ۱۹۳۸ |
| ۱۵۳۲ | Inari            | ۱۶ سپتامبر ۱۹۳۸ |
| ۱۵۳۳ | Saimaa           | ۱۹ ژانویه ۱۹۳۹  |
| ۱۵۳۴ | Nasi             | ۲۰ ژانویه ۱۹۳۹  |
| ۱۵۳۵ | Paijanne         | ۹ سپتامبر ۱۹۳۹  |
| ۱۵۳۶ | Pielinen         | ۱۸ سپتامبر ۱۹۳۹ |
| ۱۵۳۷ | Transylvania     | ۲۷ اوت ۱۹۴۰     |
| ۱۵۳۸ | Detre            | ۸ سپتامبر ۱۹۴۰  |
| ۱۵۳۹ | Borrelly         | ۲۹ اکتبر ۱۹۴۰   |
| ۱۵۴۰ | Kevola           | ۱۶ نوامبر ۱۹۳۸  |
| ۱۵۴۱ | Estonia          | ۱۲ فوریه ۱۹۳۹   |
| ۱۵۴۲ | Schalen          | ۲۶ اوت ۱۹۴۱     |
| ۱۵۴۳ | Bourgeois        | ۲۱ سپتامبر ۱۹۴۱ |
| ۱۵۴۴ | Vinterhansenia   | ۱۵ اکتبر ۱۹۴۱   |
| ۱۵۴۵ | Thernoe          | ۱۵ اکتبر ۱۹۴۱   |
| ۱۵۴۶ | Izsak            | ۲۸ سپتامبر ۱۹۴۱ |
| ۱۵۴۷ | Nele             | ۱۲ فوریه ۱۹۲۹   |
| ۱۵۴۸ | Palomaa          | ۲۶ مارس ۱۹۳۵    |
| ۱۵۴۹ | Mikko            | ۲ آوریل ۱۹۳۷    |
| ۱۵۵۰ | Tito             | ۲۹ نوامبر ۱۹۳۷  |
| ۱۵۵۱ | Argelander       | ۲۴ فوریه ۱۹۳۸   |
| ۱۵۵۲ | Bessel           | ۲۴ فوریه ۱۹۳۸   |
| ۱۵۵۳ | Bauersfelda      | ۱۳ ژانویه ۱۹۴۰  |
| ۱۵۵۴ | Yugoslavia       | ۶ سپتامبر ۱۹۴۰  |
| ۱۵۵۵ | Dejan            | ۱۵ سپتامبر ۱۹۴۱ |
| ۱۵۵۶ | Wingolfia        | ۱۴ ژانویه ۱۹۴۲  |
| ۱۵۵۷ | Roehla           | ۱۴ ژانویه ۱۹۴۲  |
| ۱۵۵۸ | Jarnefelt        | ۲۰ ژانویه ۱۹۴۲  |
| ۱۵۵۹ | Kustaanheimo     | ۲۰ ژانویه ۱۹۴۲  |
| ۱۵۶۰ | Strattonia       | ۳ دسامبر ۱۹۴۲   |
| ۱۵۶۱ | Fricke           | ۱۵ فوریه ۱۹۴۱   |
| ۱۵۶۲ | Gondolatsch      | ۹ مارس ۱۹۴۳     |
| ۱۵۶۳ | Noel             | ۷ مارس ۱۹۴۳     |
| ۱۵۶۴ | Srbija           | ۱۵ اکتبر ۱۹۳۶   |
| ۱۵۶۵ | Lemaitre         | ۲۵ نوامبر ۱۹۴۸  |
| ۱۵۶۶ | Icarus           | ۲۷ ژوئن ۱۹۴۹    |
| ۱۵۶۷ | Alikoski         | ۲۲ آوریل ۱۹۴۱   |
| ۱۵۶۸ | Aisleen          | ۲۱ اوت ۱۹۴۶     |
| ۱۵۶۹ | Evita            | ۳ اوت ۱۹۴۸      |
| ۱۵۷۰ | Brunonia         | ۹ اکتبر ۱۹۴۸    |
| ۱۵۷۱ | Cesco            | ۲۰ مارس ۱۹۵۰    |
| ۱۵۷۲ | Posnania         | ۲۲ سپتامبر ۱۹۴۹ |
| ۱۵۷۳ | Vaisala          | ۲۷ اکتبر ۱۹۴۹   |
| ۱۵۷۴ | Meyer            | ۲۲ مارس ۱۹۴۹    |
| ۱۵۷۵ | Winifred         | ۲۰ آوریل ۱۹۵۰   |
| ۱۵۷۶ | Fabiola          | ۳۰ سپتامبر ۱۹۴۸ |
| ۱۵۷۷ | Reiss            | ۱۹ ژانویه ۱۹۴۹  |
| ۱۵۷۸ | Kirkwood         | ۱۰ ژانویه ۱۹۵۱  |
| ۱۵۷۹ | Herrick          | ۳۰ سپتامبر ۱۹۴۸ |
| ۱۵۸۰ | Betulia          | ۲۲ مه ۱۹۵۰      |
| ۱۵۸۱ | Abanderada       | ۱۵ ژوئن ۱۹۵۰    |
| ۱۵۸۲ | Martir           | ۱۵ ژوئن ۱۹۵۰    |
| ۱۵۸۳ | Antilochus       | ۱۹ سپتامبر ۱۹۵۰ |
| ۱۵۸۴ | Fuji             | ۷ فوریه ۱۹۲۷    |
| ۱۵۸۵ | Union            | ۷ سپتامبر ۱۹۴۷  |
| ۱۵۸۶ | Thiele           | ۱۳ فوریه ۱۹۳۹   |
| ۱۵۸۷ | Kahrstedt        | ۲۵ مارس ۱۹۳۳    |
| ۱۵۸۸ | Descamisada      | ۲۷ ژوئن ۱۹۵۱    |
| ۱۵۸۹ | Fanatica         | ۱۳ سپتامبر ۱۹۵۰ |
| ۱۵۹۰ | Tsiolkovskaja    | ۱ ژوئیه ۱۹۳۳    |
| ۱۵۹۱ | Baize            | ۳۱ مه ۱۹۵۱      |
| ۱۵۹۲ | Mathieu          | ۱ ژوئن ۱۹۵۱     |
| ۱۵۹۳ | Fagnes           | ۱ ژوئن ۱۹۵۱     |
| ۱۵۹۴ | Danjon           | ۲۳ نوامبر ۱۹۴۹  |
| ۱۵۹۵ | Tanga            | ۱۹ ژوئن ۱۹۳۰    |
| ۱۵۹۶ | Itzigsohn        | ۸ مارس ۱۹۵۱     |
| ۱۵۹۷ | Laugier          | ۷ مارس ۱۹۴۹     |
| ۱۵۹۸ | Paloque          | ۱۱ فوریه ۱۹۵۰   |
| ۱۵۹۹ | Giomus           | ۱۷ نوامبر ۱۹۵۰  |
| ۱۶۰۰ | Vyssotsky        | ۲۲ اکتبر ۱۹۴۷   |
| ۱۶۰۱ | Patry            | ۱۸ مه ۱۹۴۲      |
| ۱۶۰۲ | Indiana          | ۱۴ مارس ۱۹۵۰    |
| ۱۶۰۳ | Neva             | ۴ نوامبر ۱۹۲۶   |
| ۱۶۰۴ | Tombaugh         | ۲۴ مارس ۱۹۳۱    |
| ۱۶۰۵ | Milankovitch     | ۱۳ آوریل ۱۹۳۶   |
| ۱۶۰۶ | Jekhovsky        | ۱۴ سپتامبر ۱۹۵۰ |
| ۱۶۰۷ | Mavis            | ۳ سپتامبر ۱۹۵۰  |
| ۱۶۰۸ | Munoz            | ۱ سپتامبر ۱۹۵۱  |
| ۱۶۰۹ | Brenda           | ۱۰ ژوئیه ۱۹۵۱   |
| ۱۶۱۰ | Mirnaya          | ۱۱ سپتامبر ۱۹۲۸ |
| ۱۶۱۱ | Beyer            | ۱۷ فوریه ۱۹۵۰   |
| ۱۶۱۲ | Hirose           | ۲۳ ژانویه ۱۹۵۰  |
| ۱۶۱۳ | Smiley           | ۱۶ سپتامبر ۱۹۵۰ |
| ۱۶۱۴ | Goldschmidt      | ۱۸ آوریل ۱۹۵۲   |
| ۱۶۱۵ | Bardwell         | ۲۸ ژانویه ۱۹۵۰  |
| ۱۶۱۶ | Filipoff         | ۱۵ مارس ۱۹۵۰    |
| ۱۶۱۷ | Alschmitt        | ۲۰ مارس ۱۹۵۲    |
| ۱۶۱۸ | Dawn             | ۵ ژوئیه ۱۹۴۸    |
| ۱۶۱۹ | Ueta             | ۱۱ اکتبر ۱۹۵۳   |
| ۱۶۲۰ | Geographos       | ۱۴ سپتامبر ۱۹۵۱ |
| ۱۶۲۱ | Druzhba          | ۱ اکتبر ۱۹۲۶    |
| ۱۶۲۲ | Chacornac        | ۱۵ مارس ۱۹۵۲    |
| ۱۶۲۳ | Vivian           | ۹ اوت ۱۹۴۸      |
| ۱۶۲۴ | Rabe             | ۹ اکتبر ۱۹۳۱    |
| ۱۶۲۴ | Rabe             | RB              |
| ۱۶۲۶ | Sadeya           | ۱۰ ژانویه ۱۹۲۷  |
| ۱۶۲۷ | Ivar             | ۲۵ سپتامبر ۱۹۲۹ |
| ۱۶۲۸ | Strobel          | ۱۱ سپتامبر ۱۹۲۳ |
| ۱۶۲۹ | Pecker           | ۲۸ فوریه ۱۹۵۲   |
| ۱۶۳۰ | Milet            | ۲۸ فوریه ۱۹۵۲   |
| ۱۶۳۱ | Kopff            | ۱۱ اکتبر ۱۹۳۶   |
| ۱۶۳۲ | Siebohme         | ۲۶ فوریه ۱۹۴۱   |
| ۱۶۳۳ | Chimay           | ۳ مارس ۱۹۲۹     |
| ۱۶۳۴ | Ndola            | ۱۹ اوت ۱۹۳۵     |
| ۱۶۳۵ | Bohrmann         | ۷ مارس ۱۹۲۴     |
| ۱۶۳۶ | Porter           | ۲۳ ژانویه ۱۹۵۰  |
| ۱۶۳۷ | Swings           | ۲۸ اوت ۱۹۳۶     |
| ۱۶۳۸ | Ruanda           | ۳ مه ۱۹۳۵       |
| ۱۶۳۹ | Bower            | ۱۲ سپتامبر ۱۹۵۱ |
| ۱۶۴۰ | Nemo             | ۳۱ اوت ۱۹۵۱     |
| ۱۶۴۱ | Tana             | ۲۵ ژوئیه ۱۹۳۵   |
| ۱۶۴۲ | Hill             | ۴ سپتامبر ۱۹۵۱  |
| ۱۶۴۳ | Brown            | ۴ سپتامبر ۱۹۵۱  |
| ۱۶۴۴ | Rafita           | ۱۶ دسامبر ۱۹۳۵  |
| ۱۶۴۵ | Waterfield       | ۲۴ ژوئیه ۱۹۳۳   |
| ۱۶۴۶ | Rosseland        | ۱۹ ژانویه ۱۹۳۹  |
| ۱۶۴۷ | Menelaus         | ۲۳ ژوئن ۱۹۵۷    |
| ۱۶۴۸ | Shajna           | ۵ سپتامبر ۱۹۳۵  |
| ۱۶۴۹ | Fabre            | ۲۷ فوریه ۱۹۵۱   |
| ۱۶۵۰ | Heckmann         | ۱۱ اکتبر ۱۹۳۷   |
| ۱۶۵۱ | Behrens          | ۲۳ آوریل ۱۹۳۶   |
| ۱۶۵۲ | Herge            | ۹ اوت ۱۹۵۳      |
| ۱۶۵۳ | Yakhontovia      | ۳۰ اوت ۱۹۳۷     |
| ۱۶۵۴ | Bojeva           | ۸ اکتبر ۱۹۳۱    |
| ۱۶۵۴ | Bojeva           | WG              |
| ۱۶۵۶ | Suomi            | ۱۱ مارس ۱۹۴۲    |
| ۱۶۵۷ | Roemera          | ۶ مارس ۱۹۶۱     |
| ۱۶۵۸ | Innes            | ۱۳ ژوئیه ۱۹۵۳   |
| ۱۶۵۹ | Punkaharju       | ۲۸ دسامبر ۱۹۴۰  |
| ۱۶۶۰ | Wood             | ۷ آوریل ۱۹۵۳    |
| ۱۶۶۱ | Granule          | ۳۱ مارس ۱۹۱۶    |
| ۱۶۶۲ | Hoffmann         | ۱۱ سپتامبر ۱۹۲۳ |
| ۱۶۶۲ | Hoffmann         | ۱۹۲۶            |
| ۱۶۶۴ | Felix            | ۴ فوریه ۱۹۲۹    |
| ۱۶۶۵ | Gaby             | ۲۷ فوریه ۱۹۳۰   |
| ۱۶۶۵ | Gaby             | OG              |
| ۱۶۶۷ | Pels             | ۱۶ سپتامبر ۱۹۳۰ |
| ۱۶۶۸ | Hanna            | ۲۴ ژوئیه ۱۹۳۳   |
| ۱۶۶۹ | Dagmar           | ۷ سپتامبر ۱۹۳۴  |
| ۱۶۷۰ | Minnaert         | ۹ سپتامبر ۱۹۳۴  |
| ۱۶۷۱ | Chaika           | ۳ اکتبر ۱۹۳۴    |
| ۱۶۷۲ | Gezelle          | ۲۹ ژانویه ۱۹۳۵  |
| ۱۶۷۲ | Gezelle          | TH              |
| ۱۶۷۴ | Groeneveld       | ۷ فوریه ۱۹۳۸    |
| ۱۶۷۵ | Simonida         | ۲۰ مارس ۱۹۳۸    |
| ۱۶۷۶ | Kariba           | ۱۵ ژوئن ۱۹۳۹    |
| ۱۶۷۶ | Kariba           | RO              |
| ۱۶۷۸ | Hveen            | ۲۸ دسامبر ۱۹۴۰  |
| ۱۶۷۹ | Nevanlinna       | ۱۸ مارس ۱۹۴۱    |
| ۱۶۷۹ | Nevanlinna       | CH              |
| ۱۶۸۱ | Steinmetz        | ۲۳ نوامبر ۱۹۴۸  |
| ۱۶۸۲ | Karel            | ۲ اوت ۱۹۴۹      |
| ۱۶۸۳ | Castafiore       | ۱۹ سپتامبر ۱۹۵۰ |
| ۱۶۸۴ | Iguassu          | ۲۳ اوت ۱۹۵۱     |
| ۱۶۸۵ | Toro             | ۱۷ ژوئیه ۱۹۴۸   |
| ۱۶۸۵ | Toro             | SR۱             |
| ۱۶۸۷ | Glarona          | ۱۹ سپتامبر ۱۹۶۵ |
| ۱۶۸۸ | Wilkens          | ۳ مارس ۱۹۵۱     |
| ۱۶۸۹ | Floris-Jan       | ۱۶ سپتامبر ۱۹۳۰ |
| ۱۶۹۰ | Mayrhofer        | ۸ نوامبر ۱۹۴۸   |
| ۱۶۹۱ | Oort             | ۹ سپتامبر ۱۹۵۶  |
| ۱۶۹۲ | Subbotina        | ۱۶ اوت ۱۹۳۶     |
| ۱۶۹۳ | Hertzsprung      | ۵ مه ۱۹۳۵       |
| ۱۶۹۴ | Kaiser           | ۲۹ سپتامبر ۱۹۳۴ |
| ۱۶۹۵ | Walbeck          | ۱۵ اکتبر ۱۹۴۱   |
| ۱۶۹۶ | Nurmela          | ۱۸ مارس ۱۹۳۹    |
| ۱۶۹۷ | Koskenniemi      | ۸ سپتامبر ۱۹۴۰  |
| ۱۶۹۸ | Christophe       | ۱۰ فوریه ۱۹۳۴   |
| ۱۶۹۹ | Honkasalo        | ۲۶ اوت ۱۹۴۱     |
| ۱۷۰۰ | Zvezdara         | ۲۶ اوت ۱۹۴۰     |
| ۱۷۰۱ | Okavango         | ۶ ژوئیه ۱۹۵۳    |
| ۱۷۰۲ | Kalahari         | ۷ ژوئیه ۱۹۲۴    |
| ۱۷۰۳ | Barry            | ۲ سپتامبر ۱۹۳۰  |
| ۱۷۰۴ | Wachmann         | ۷ مارس ۱۹۲۴     |
| ۱۷۰۵ | Tapio            | ۲۶ سپتامبر ۱۹۴۱ |
| ۱۷۰۶ | Dieckvoss        | ۵ اکتبر ۱۹۳۱    |
| ۱۷۰۷ | Chantal          | ۸ سپتامبر ۱۹۳۲  |
| ۱۷۰۸ | Polit            | ۱ دسامبر ۱۹۲۹   |
| ۱۷۰۹ | Ukraina          | ۱۶ اوت ۱۹۲۵     |
| ۱۷۱۰ | Gothard          | ۲۰ اکتبر ۱۹۴۱   |
| ۱۷۱۱ | Sandrine         | ۲۹ ژانویه ۱۹۳۵  |
| ۱۷۱۲ | Angola           | ۲۸ مه ۱۹۳۵      |
| ۱۷۱۳ | Bancilhon        | ۲۷ سپتامبر ۱۹۵۱ |
| ۱۷۱۴ | Sy               | ۲۵ ژوئیه ۱۹۵۱   |
| ۱۷۱۵ | Salli            | ۹ آوریل ۱۹۳۸    |
| ۱۷۱۶ | Peter            | ۴ آوریل ۱۹۳۴    |
| ۱۷۱۷ | Arlon            | ۸ ژانویه ۱۹۵۴   |
| ۱۷۱۸ | Namibia          | ۱۴ سپتامبر ۱۹۴۲ |
| ۱۷۱۹ | Jens             | ۱۷ فوریه ۱۹۵۰   |
| ۱۷۲۰ | Niels            | ۷ فوریه ۱۹۳۵    |
| ۱۷۲۱ | Wells            | ۳ اکتبر ۱۹۵۳    |
| ۱۷۲۲ | Goffin           | ۲۳ فوریه ۱۹۳۸   |
| ۱۷۲۳ | Klemola          | ۱۸ مارس ۱۹۳۶    |
| ۱۷۲۴ | Vladimir         | ۲۸ فوریه ۱۹۳۲   |
| ۱۷۲۵ | CrAO             | ۲۰ سپتامبر ۱۹۳۰ |
| ۱۷۲۶ | Hoffmeister      | ۲۴ ژوئیه ۱۹۳۳   |
| ۱۷۲۷ | Mette            | ۲۵ ژانویه ۱۹۶۵  |
| ۱۷۲۷ | Mette            | TO              |
| ۱۷۲۹ | Beryl            | ۱۹ سپتامبر ۱۹۶۳ |
| ۱۷۳۰ | Marceline        | ۱۷ اکتبر ۱۹۳۶   |
| ۱۷۳۱ | Smuts            | ۹ اوت ۱۹۴۸      |
| ۱۷۳۲ | Heike            | ۹ مارس ۱۹۴۳     |
| ۱۷۳۳ | Silke            | ۱۹ فوریه ۱۹۳۸   |
| ۱۷۳۴ | Zhongolovich     | ۱۱ اکتبر ۱۹۲۸   |
| ۱۷۳۵ | ITA              | ۱۰ سپتامبر ۱۹۴۸ |
| ۱۷۳۶ | Floirac          | ۶ سپتامبر ۱۹۶۷  |
| ۱۷۳۷ | Severny          | ۱۳ اکتبر ۱۹۶۶   |
| ۱۷۳۸ | Oosterhoff       | ۱۶ سپتامبر ۱۹۳۰ |
| ۱۷۳۹ | Meyermann        | ۱۵ اوت ۱۹۳۹     |
| ۱۷۳۹ | Meyermann        | UA              |
| ۱۷۴۱ | Giclas           | ۲۶ ژانویه ۱۹۶۰  |
| ۱۷۴۲ | Schaifers        | ۷ سپتامبر ۱۹۳۴  |
| ۱۷۴۳ | Schmidt          | ۲۴ سپتامبر ۱۹۶۰ |
| ۱۷۴۴ | Harriet          | ۲۴ سپتامبر ۱۹۶۰ |
| ۱۷۴۵ | Ferguson         | ۱۷ سپتامبر ۱۹۴۱ |
| ۱۷۴۶ | Brouwer          | ۱۴ سپتامبر ۱۹۶۳ |
| ۱۷۴۷ | Wright           | ۱۴ ژوئیه ۱۹۴۷   |
| ۱۷۴۸ | Mauderli         | ۷ سپتامبر ۱۹۶۶  |
| ۱۷۴۹ | Telamon          | ۲۳ سپتامبر ۱۹۴۹ |
| ۱۷۵۰ | Eckert           | ۱۵ ژوئیه ۱۹۵۰   |
| ۱۷۵۱ | Herget           | ۲۷ ژوئیه ۱۹۵۵   |
| ۱۷۵۱ | Herget           | OK              |
| ۱۷۵۳ | Mieke            | ۱۰ مه ۱۹۳۴      |
| ۱۷۵۴ | Cunningham       | ۲۹ مارس ۱۹۳۵    |
| ۱۷۵۵ | Lorbach          | ۸ نوامبر ۱۹۳۶   |
| ۱۷۵۶ | Giacobini        | ۲۴ دسامبر ۱۹۳۷  |
| ۱۷۵۷ | Porvoo           | ۱۷ مارس ۱۹۳۹    |
| ۱۷۵۸ | Naantali         | ۱۸ فوریه ۱۹۴۲   |
| ۱۷۵۹ | Kienle           | ۱۱ سپتامبر ۱۹۴۲ |
| ۱۷۶۰ | Sandra           | ۱۰ آوریل ۱۹۵۰   |
| ۱۷۶۱ | Edmondson        | ۳۰ مارس ۱۹۵۲    |
| ۱۷۶۲ | Russell          | ۸ اکتبر ۱۹۵۳    |
| ۱۷۶۳ | Williams         | ۱۳ اکتبر ۱۹۵۳   |
| ۱۷۶۴ | Cogshall         | ۷ نوامبر ۱۹۵۳   |
| ۱۷۶۵ | Wrubel           | ۱۵ دسامبر ۱۹۵۷  |
| ۱۷۶۶ | Slipher          | ۷ سپتامبر ۱۹۶۲  |
| ۱۷۶۷ | Lampland         | ۷ سپتامبر ۱۹۶۲  |
| ۱۷۶۸ | Appenzella       | ۲۳ سپتامبر ۱۹۶۵ |
| ۱۷۶۹ | Carlostorres     | ۲۵ اوت ۱۹۶۶     |
| ۱۷۷۰ | Schlesinger      | ۱۰ مه ۱۹۶۷      |
| ۱۷۷۱ | Makover          | ۲۴ ژانویه ۱۹۶۸  |
| ۱۷۷۲ | Gagarin          | ۶ فوریه ۱۹۶۸    |
| ۱۷۷۳ | Rumpelstilz      | ۱۷ آوریل ۱۹۶۸   |
| ۱۷۷۴ | Kulikov          | ۲۲ اکتبر ۱۹۶۸   |
| ۱۷۷۵ | Zimmerwald       | ۱۳ مه ۱۹۶۹      |
| ۱۷۷۶ | Kuiper           | ۲۴ سپتامبر ۱۹۶۰ |
| ۱۷۷۷ | Gehrels          | ۲۴ سپتامبر ۱۹۶۰ |
| ۱۷۷۸ | Alfven           | ۲۶ سپتامبر ۱۹۶۰ |
| ۱۷۷۹ | Parana           | ۱۵ ژوئن ۱۹۵۰    |
| ۱۷۸۰ | Kippes           | ۱۲ سپتامبر ۱۹۰۶ |
| ۱۷۸۰ | Kippes           | UB              |
| ۱۷۸۲ | Schneller        | ۶ اکتبر ۱۹۳۱    |
| ۱۷۸۳ | Albitskij        | ۲۴ مارس ۱۹۳۵    |
| ۱۷۸۴ | Benguella        | ۳۰ ژوئن ۱۹۳۵    |
| ۱۷۸۵ | Wurm             | ۱۵ فوریه ۱۹۴۱   |
| ۱۷۸۶ | Raahe            | ۹ اکتبر ۱۹۴۸    |
| ۱۷۸۷ | Chiny            | ۱۹ سپتامبر ۱۹۵۰ |
| ۱۷۸۸ | Kiess            | ۲۵ ژوئیه ۱۹۵۲   |
| ۱۷۸۹ | Dobrovolsky      | ۱۹ اوت ۱۹۶۶     |
| ۱۷۹۰ | Volkov           | ۹ مارس ۱۹۶۷     |
| ۱۷۹۱ | Patsayev         | ۴ سپتامبر ۱۹۶۷  |
| ۱۷۹۲ | Reni             | ۲۴ ژانویه ۱۹۶۸  |
| ۱۷۹۳ | Zoya             | ۲۸ فوریه ۱۹۶۸   |
| ۱۷۹۴ | Finsen           | ۷ آوریل ۱۹۷۰    |
| ۱۷۹۵ | Woltjer          | ۲۴ سپتامبر ۱۹۶۰ |
| ۱۷۹۶ | Riga             | ۱۶ مه ۱۹۶۶      |
| ۱۷۹۷ | Schaumasse       | ۱۵ نوامبر ۱۹۳۶  |
| ۱۷۹۸ | Watts            | ۴ آوریل ۱۹۴۹    |
| ۱۷۹۹ | Koussevitzky     | ۲۵ ژوئیه ۱۹۵۰   |
| ۱۸۰۰ | Aguilar          | ۱۲ سپتامبر ۱۹۵۰ |
| ۱۸۰۱ | Titicaca         | ۲۳ سپتامبر ۱۹۵۲ |
| ۱۸۰۱ | Titicaca         | TW۱             |
| ۱۸۰۳ | Zwicky           | ۶ فوریه ۱۹۶۷    |
| ۱۸۰۴ | Chebotarev       | ۶ آوریل ۱۹۶۷    |
| ۱۸۰۵ | Dirikis          | ۱ آوریل ۱۹۷۰    |
| ۱۸۰۶ | Derice           | ۱۳ ژوئن ۱۹۷۱    |
| ۱۸۰۷ | Slovakia         | ۲۰ اوت ۱۹۷۱     |
| ۱۸۰۸ | Bellerophon      | ۲۴ سپتامبر ۱۹۶۰ |
| ۱۸۰۹ | Prometheus       | ۲۴ سپتامبر ۱۹۶۰ |
| ۱۸۱۰ | Epimetheus       | ۲۴ سپتامبر ۱۹۶۰ |
| ۱۸۱۱ | Bruwer           | ۲۴ سپتامبر ۱۹۶۰ |
| ۱۸۱۲ | Gilgamesh        | ۲۴ سپتامبر ۱۹۶۰ |
| ۱۸۱۳ | Imhotep          | ۱۷ اکتبر ۱۹۶۰   |
| ۱۸۱۴ | Bach             | ۹ اکتبر ۱۹۳۱    |
| ۱۸۱۵ | Beethoven        | ۲۷ ژانویه ۱۹۳۲  |
| ۱۸۱۶ | Liberia          | ۲۹ ژانویه ۱۹۳۶  |
| ۱۸۱۷ | Katanga          | ۲۰ ژوئن ۱۹۳۹    |
| ۱۸۱۸ | Brahms           | ۱۵ اوت ۱۹۳۹     |
| ۱۸۱۹ | Laputa           | ۹ اوت ۱۹۴۸      |
| ۱۸۲۰ | Lohmann          | ۲ اوت ۱۹۴۹      |
| ۱۸۲۱ | Aconcagua        | ۲۴ ژوئن ۱۹۵۰    |
| ۱۸۲۲ | Waterman         | ۲۵ ژوئیه ۱۹۵۰   |
| ۱۸۲۳ | Gliese           | ۴ سپتامبر ۱۹۵۱  |
| ۱۸۲۴ | Haworth          | ۳۰ مارس ۱۹۵۲    |
| ۱۸۲۵ | Klare            | ۳۱ اوت ۱۹۵۴     |
| ۱۸۲۶ | Miller           | ۱۴ سپتامبر ۱۹۵۵ |
| ۱۸۲۷ | Atkinson         | ۷ سپتامبر ۱۹۶۲  |
| ۱۸۲۸ | Kashirina        | ۱۴ اوت ۱۹۶۶     |
| ۱۸۲۹ | Dawson           | ۶ مه ۱۹۶۷       |
| ۱۸۳۰ | Pogson           | ۱۷ آوریل ۱۹۶۸   |
| ۱۸۳۱ | Nicholson        | ۱۷ آوریل ۱۹۶۸   |
| ۱۸۳۲ | Mrkos            | ۱۱ اوت ۱۹۶۹     |
| ۱۸۳۳ | Shmakova         | ۱۱ اوت ۱۹۶۹     |
| ۱۸۳۴ | Palach           | ۲۲ اوت ۱۹۶۹     |
| ۱۸۳۵ | Gajdariya        | ۳۰ ژوئیه ۱۹۷۰   |
| ۱۸۳۶ | Komarov          | ۲۶ ژوئیه ۱۹۷۱   |
| ۱۸۳۷ | Osita            | ۱۶ اوت ۱۹۷۱     |
| ۱۸۳۸ | Ursa             | ۲۰ اکتبر ۱۹۷۱   |
| ۱۸۳۹ | Ragazza          | ۲۰ اکتبر ۱۹۷۱   |
| ۱۸۴۰ | Hus              | ۲۶ اکتبر ۱۹۷۱   |
| ۱۸۴۱ | Masaryk          | ۲۶ اکتبر ۱۹۷۱   |
| ۱۸۴۲ | Hynek            | ۱۴ ژانویه ۱۹۷۲  |
| ۱۸۴۳ | Jarmila          | ۱۴ ژانویه ۱۹۷۲  |
| ۱۸۴۴ | Susilva          | ۳۰ اکتبر ۱۹۷۲   |
| ۱۸۴۵ | Helewalda        | ۳۰ اکتبر ۱۹۷۲   |
| ۱۸۴۶ | Bengt            | ۲۴ سپتامبر ۱۹۶۰ |
| ۱۸۴۷ | Stobbe           | ۱ فوریه ۱۹۱۶    |
| ۱۸۴۸ | Delvaux          | ۱۸ اوت ۱۹۳۳     |
| ۱۸۴۹ | Kresak           | ۱۴ ژانویه ۱۹۴۲  |
| ۱۸۵۰ | Kohoutek         | ۲۳ مارس ۱۹۴۲    |
| ۱۸۵۱ | Lacroute         | ۹ نوامبر ۱۹۵۰   |
| ۱۸۵۲ | Carpenter        | ۱ آوریل ۱۹۵۵    |
| ۱۸۵۳ | McElroy          | ۱۵ دسامبر ۱۹۵۷  |
| ۱۸۵۴ | Skvortsov        | ۲۲ اکتبر ۱۹۶۸   |
| ۱۸۵۵ | Korolev          | ۸ اکتبر ۱۹۶۹    |
| ۱۸۵۶ | Ruzena           | ۸ اکتبر ۱۹۶۹    |
| ۱۸۵۷ | Parchomenko      | ۳۰ اوت ۱۹۷۱     |
| ۱۸۵۸ | Lobachevskij     | ۱۸ اوت ۱۹۷۲     |
| ۱۸۵۹ | Kovalevskaya     | ۴ سپتامبر ۱۹۷۲  |
| ۱۸۶۰ | Barbarossa       | ۲۸ سپتامبر ۱۹۷۳ |
| ۱۸۶۱ | Komensky         | ۲۴ نوامبر ۱۹۷۰  |
| ۱۸۶۲ | Apollo           | ۲۴ آوریل ۱۹۳۲   |
| ۱۸۶۳ | Antinous         | ۷ مارس ۱۹۴۸     |
| ۱۸۶۴ | Daedalus         | ۲۴ مارس ۱۹۷۱    |
| ۱۸۶۵ | Cerberus         | ۲۶ اکتبر ۱۹۷۱   |
| ۱۸۶۶ | Sisyphus         | ۵ دسامبر ۱۹۷۲   |
| ۱۸۶۷ | Deiphobus        | ۳ مارس ۱۹۷۱     |
| ۱۸۶۸ | Thersites        | ۲۴ سپتامبر ۱۹۶۰ |
| ۱۸۶۹ | Philoctetes      | ۲۴ سپتامبر ۱۹۶۰ |
| ۱۸۷۰ | Glaukos          | ۲۴ مارس ۱۹۷۱    |
| ۱۸۷۱ | Astyanax         | ۲۴ مارس ۱۹۷۱    |
| ۱۸۷۲ | Helenos          | ۲۴ مارس ۱۹۷۱    |
| ۱۸۷۳ | Agenor           | ۲۵ مارس ۱۹۷۱    |
| ۱۸۷۴ | Kacivelia        | ۵ سپتامبر ۱۹۲۴  |
| ۱۸۷۵ | Neruda           | ۲۲ اوت ۱۹۶۹     |
| ۱۸۷۶ | Napolitania      | ۳۱ ژانویه ۱۹۷۰  |
| ۱۸۷۷ | Marsden          | ۲۴ مارس ۱۹۷۱    |
| ۱۸۷۸ | Hughes           | ۱۸ اوت ۱۹۳۳     |
| ۱۸۷۹ | Broederstroom    | ۱۶ اکتبر ۱۹۳۵   |
| ۱۸۸۰ | McCrosky         | ۱۳ ژانویه ۱۹۴۰  |
| ۱۸۸۱ | Shao             | ۳ اوت ۱۹۴۰      |
| ۱۸۸۲ | Rauma            | ۱۵ اکتبر ۱۹۴۱   |
| ۱۸۸۳ | Rimito           | ۴ دسامبر ۱۹۴۲   |
| ۱۸۸۴ | Skip             | ۲ مارس ۱۹۴۳     |
| ۱۸۸۵ | Herero           | ۹ اوت ۱۹۴۸      |
| ۱۸۸۶ | Lowell           | ۲۱ ژوئن ۱۹۴۹    |
| ۱۸۸۷ | Virton           | ۵ اکتبر ۱۹۵۰    |
| ۱۸۸۷ | Virton           | VO۱             |
| ۱۸۸۹ | Pakhmutova       | ۲۴ ژانویه ۱۹۶۸  |
| ۱۸۹۰ | Konoshenkova     | ۶ فوریه ۱۹۶۸    |
| ۱۸۹۱ | Gondola          | ۱۱ سپتامبر ۱۹۶۹ |
| ۱۸۹۲ | Lucienne         | ۱۶ سپتامبر ۱۹۷۱ |
| ۱۸۹۳ | Jakoba           | ۲۰ اکتبر ۱۹۷۱   |
| ۱۸۹۴ | Haffner          | ۲۶ اکتبر ۱۹۷۱   |
| ۱۸۹۵ | Larink           | ۲۶ اکتبر ۱۹۷۱   |
| ۱۸۹۶ | Beer             | ۲۶ اکتبر ۱۹۷۱   |
| ۱۸۹۷ | Hind             | ۲۶ اکتبر ۱۹۷۱   |
| ۱۸۹۸ | Cowell           | ۲۶ اکتبر ۱۹۷۱   |
| ۱۸۹۹ | Crommelin        | ۲۶ اکتبر ۱۹۷۱   |
| ۱۹۰۰ | Katyusha         | ۱۶ دسامبر ۱۹۷۱  |
| ۱۹۰۱ | Moravia          | ۱۴ ژانویه ۱۹۷۲  |
| ۱۹۰۲ | Shaposhnikov     | ۱۸ آوریل ۱۹۷۲   |
| ۱۹۰۳ | Adzhimushkaj     | ۹ مه ۱۹۷۲       |
| ۱۹۰۴ | Massevitch       | ۹ مه ۱۹۷۲       |
| ۱۹۰۵ | Ambartsumian     | ۱۴ مه ۱۹۷۲      |
| ۱۹۰۶ | Naef             | ۵ سپتامبر ۱۹۷۲  |
| ۱۹۰۷ | Rudneva          | ۱۱ سپتامبر ۱۹۷۲ |
| ۱۹۰۸ | Pobeda           | ۱۱ سپتامبر ۱۹۷۲ |
| ۱۹۰۹ | Alekhin          | ۴ سپتامبر ۱۹۷۲  |
| ۱۹۱۰ | Mikhailov        | ۸ اکتبر ۱۹۷۲    |
| ۱۹۱۱ | Schubart         | ۲۵ اکتبر ۱۹۷۳   |
| ۱۹۱۲ | Anubis           | ۲۴ سپتامبر ۱۹۶۰ |
| ۱۹۱۳ | Sekanina         | ۲۲ سپتامبر ۱۹۲۸ |
| ۱۹۱۴ | Hartbeespoortdam | ۲۸ سپتامبر ۱۹۳۰ |
| ۱۹۱۵ | Quetzalcoatl     | ۹ مارس ۱۹۵۳     |
| ۱۹۱۶ | Boreas           | ۱ سپتامبر ۱۹۵۳  |
| ۱۹۱۷ | Cuyo             | ۱ ژانویه ۱۹۶۸   |
| ۱۹۱۸ | Aiguillon        | ۱۹ اکتبر ۱۹۶۸   |
| ۱۹۱۹ | Clemence         | ۱۶ سپتامبر ۱۹۷۱ |
| ۱۹۲۰ | Sarmiento        | ۱۱ نوامبر ۱۹۷۱  |
| ۱۹۲۱ | Pala             | ۲۰ سپتامبر ۱۹۷۳ |
| ۱۹۲۲ | Zulu             | ۲۵ آوریل ۱۹۴۹   |
| ۱۹۲۳ | Osiris           | ۲۴ سپتامبر ۱۹۶۰ |
| ۱۹۲۴ | Horus            | ۲۴ سپتامبر ۱۹۶۰ |
| ۱۹۲۵ | Franklin-Adams   | ۹ سپتامبر ۱۹۳۴  |
| ۱۹۲۶ | Demiddelaer      | ۲ مه ۱۹۳۵       |
| ۱۹۲۷ | Suvanto          | ۱۸ مارس ۱۹۳۶    |
| ۱۹۲۸ | Summa            | ۲۱ سپتامبر ۱۹۳۸ |
| ۱۹۲۹ | Kollaa           | ۲۰ ژانویه ۱۹۳۹  |
| ۱۹۳۰ | Lucifer          | ۲۹ اکتبر ۱۹۶۴   |
| ۱۹۳۱ | Capek            | ۲۲ اوت ۱۹۶۹     |
| ۱۹۳۲ | Jansky           | ۲۶ اکتبر ۱۹۷۱   |
| ۱۹۳۳ | Tinchen          | ۱۴ ژانویه ۱۹۷۲  |
| ۱۹۳۴ | Jeffers          | ۲ دسامبر ۱۹۷۲   |
| ۱۹۳۵ | Lucerna          | ۲ سپتامبر ۱۹۷۳  |
| ۱۹۳۶ | Lugano           | ۲۴ نوامبر ۱۹۷۳  |
| ۱۹۳۷ | Locarno          | ۱۹ دسامبر ۱۹۷۳  |
| ۱۹۳۸ | Lausanna         | ۱۹ آوریل ۱۹۷۴   |
| ۱۹۳۹ | Loretta          | ۱۷ اکتبر ۱۹۷۴   |
| ۱۹۴۰ | Whipple          | ۲ فوریه ۱۹۷۵    |
| ۱۹۴۱ | Wild             | ۶ اکتبر ۱۹۳۱    |
| ۱۹۴۲ | Jablunka         | ۳۰ سپتامبر ۱۹۷۲ |
| ۱۹۴۳ | Anteros          | ۱۳ مارس ۱۹۷۳    |
| ۱۹۴۴ | Gunter           | ۱۴ سپتامبر ۱۹۲۵ |
| ۱۹۴۵ | Wesselink        | ۲۲ ژوئیه ۱۹۳۰   |
| ۱۹۴۶ | Walraven         | ۸ اوت ۱۹۳۱      |
| ۱۹۴۷ | Iso-Heikkila     | ۴ مارس ۱۹۳۵     |
| ۱۹۴۸ | Kampala          | ۳ آوریل ۱۹۳۵    |
| ۱۹۴۹ | Messina          | ۸ ژوئیه ۱۹۳۶    |
| ۱۹۵۰ | Wempe            | ۲۳ مارس ۱۹۴۲    |
| ۱۹۵۱ | Lick             | ۲۶ ژوئیه ۱۹۴۹   |
| ۱۹۵۲ | Hesburgh         | ۳ مه ۱۹۵۱       |
| ۱۹۵۳ | Rupertwildt      | ۲۹ اکتبر ۱۹۵۱   |
| ۱۹۵۴ | Kukarkin         | ۱۵ اوت ۱۹۵۲     |
| ۱۹۵۵ | McMath           | ۲۲ سپتامبر ۱۹۶۳ |
| ۱۹۵۶ | Artek            | ۸ اکتبر ۱۹۶۹    |
| ۱۹۵۷ | Angara           | ۱ آوریل ۱۹۷۰    |
| ۱۹۵۸ | Chandra          | ۲۴ سپتامبر ۱۹۷۰ |
| ۱۹۵۹ | Karbyshev        | ۱۴ ژوئیه ۱۹۷۲   |
| ۱۹۶۰ | Guisan           | ۲۵ اکتبر ۱۹۷۳   |
| ۱۹۶۱ | Dufour           | ۱۹ نوامبر ۱۹۷۳  |
| ۱۹۶۲ | Dunant           | ۲۴ نوامبر ۱۹۷۳  |
| ۱۹۶۳ | Bezovec          | ۹ فوریه ۱۹۷۵    |
| ۱۹۶۴ | Luyten           | ۲۴ سپتامبر ۱۹۶۰ |
| ۱۹۶۴ | Luyten           | ۲۵۲۱            |
| ۱۹۶۶ | Tristan          | ۲۴ سپتامبر ۱۹۶۰ |
| ۱۹۶۷ | Menzel           | ۱ نوامبر ۱۹۰۵   |
| ۱۹۶۸ | Mehltretter      | ۲۹ ژانویه ۱۹۳۲  |
| ۱۹۶۹ | Alain            | ۳ فوریه ۱۹۳۵    |
| ۱۹۷۰ | Sumeria          | ۱۲ مارس ۱۹۵۴    |
| ۱۹۷۱ | Hagihara         | ۱۴ سپتامبر ۱۹۵۵ |
| ۱۹۷۱ | Hagihara         | VQ۱             |
| ۱۹۷۳ | Colocolo         | ۱۸ ژوئیه ۱۹۶۸   |
| ۱۹۷۴ | Caupolican       | ۱۸ ژوئیه ۱۹۶۸   |
| ۱۹۷۵ | Pikelner         | ۱۱ اوت ۱۹۶۹     |
| ۱۹۷۶ | Kaverin          | ۱ آوریل ۱۹۷۰    |
| ۱۹۷۷ | Shura            | ۳۰ اوت ۱۹۷۰     |
| ۱۹۷۸ | Patrice          | ۱۳ ژوئن ۱۹۷۱    |
| ۱۹۷۹ | Sakharov         | ۲۴ سپتامبر ۱۹۶۰ |
| ۱۹۸۰ | Tezcatlipoca     | ۱۹ ژوئن ۱۹۵۰    |
| ۱۹۸۱ | Midas            | ۶ مارس ۱۹۷۳     |
| ۱۹۸۲ | Cline            | ۴ نوامبر ۱۹۷۵   |
| ۱۹۸۳ | Bok              | ۹ ژوئن ۱۹۷۵     |
| ۱۹۸۴ | Fedynskij        | ۱۰ اکتبر ۱۹۲۶   |
| ۱۹۸۵ | Hopmann          | ۱۳ ژانویه ۱۹۲۹  |
| ۱۹۸۶ | Plaut            | ۲۸ سپتامبر ۱۹۳۵ |
| ۱۹۸۷ | Kaplan           | ۱۱ سپتامبر ۱۹۵۲ |
| ۱۹۸۸ | Delores          | ۲۸ سپتامبر ۱۹۵۲ |
| ۱۹۸۹ | Tatry            | ۲۰ مارس ۱۹۵۵    |
| ۱۹۹۰ | Pilcher          | ۹ مارس ۱۹۵۶     |
| ۱۹۹۱ | Darwin           | ۶ مه ۱۹۶۷       |
| ۱۹۹۲ | Galvarino        | ۱۸ ژوئیه ۱۹۶۸   |
| ۱۹۹۳ | Guacolda         | ۲۵ ژوئیه ۱۹۶۸   |
| ۱۹۹۴ | Shane            | ۴ اکتبر ۱۹۶۱    |
| ۱۹۹۵ | Hajek            | ۲۶ اکتبر ۱۹۷۱   |
| ۱۹۹۶ | Adams            | ۱۶ اکتبر ۱۹۶۱   |
| ۱۹۹۷ | Leverrier        | ۱۴ سپتامبر ۱۹۶۳ |
| ۱۹۹۸ | Titius           | ۲۴ فوریه ۱۹۳۸   |
| ۱۹۹۹ | Hirayama         | ۲۷ فوریه ۱۹۷۳   |
| ۲۰۰۰ | Herschel         | ۲۹ ژوئیه ۱۹۶۰   |